# Francis John Mitchell
Pour les articles homonymes, voir Francis Mitchell et Mitchell.
Francis John Mitchell est un herpétologiste australien, né le 8 août 1929 à Adélaïde et mort le 23 février 1970 à Belair, une banlieue d'Adélaïde.

## Biographie
Passionné très jeune par les reptiles, il est bénévole au South Australian Museum tandis qu’il continue ses études. Bien qu’il ne soit pas diplômé par l’université, il devient conservateur assistant de reptiles en 1955, conservateur en 1956 et conservateur senior en 1966. Il s’intéresse à la distribution et à la taxinomie des amphibiens et des reptiles, notamment les squamates.
Trois espèces de lézards sont nommés en son honneur: Diplodactylus mitchelli, Pogona mitchelli, et Varanus mitchelli.

## Source
- Kraig Adler (1989). Contributions to the History of Herpetology, Society for the study of amphibians and reptiles : 202 p.  (ISBN 0-916984-19-2)